# Ołeksij Biły
Ołeksij Petrowycz Biły, ukr. Олексій Петрович Білий (ur. 1 maja 1961 w Kamjance w rejonie apostołowskim) – ukraiński polityk i przedsiębiorca, deputowany do Rady Najwyższej V, VI, VII i VIII kadencji.

## Życiorys
Ukończył w 1988 studia w Dniepropetrowskim Instytucie Metalurgicznym, a w 2001 ekonomię przedsiębiorstw na Donieckim Uniwersytecie Narodowym. Pracę zawodową zaczynał po odbyciu służby wojskowej, początkowo był zatrudniony jako ślusarz i monter, stopniowo awansował w zakładzie koksowniczym. Po przemianach politycznych od początku lat 90. obejmował dyrektorskie stanowiska w kombinatach branży wydobywczej i stalowej. Od 2000 do 2002 był zastępcą gubernatora obwodu donieckiego, następnie do 2006 pełnił funkcję dyrektora generalnego koncernu metalurgicznego Azowstal.
Dołączył do Partii Regionów. W 2006, 2007 i 2012 z ramienia tego ugrupowania uzyskiwał mandat posła V, VI i VII kadencji. W 2014 znalazł się wśród organizatorów skupiającego przeciwników Euromajdanu Bloku Opozycyjnego. Z listy tego ugrupowania został wybrany do parlamentu VIII kadencji.